# 横田真一
横田 真一（よこた しんいち、1972年2月6日 - ）は、東京都出身のプロゴルファーである。茨城県水城高等学校、専修大学卒業。身長171cm、体重67kg。日本ゴルフツアー通算2勝（1997年･全日空オープン、2010年･キヤノンオープン）。妻はタレントの穴井夕子、長女は女優の横田真子。長男がいる。

## 来歴
2005年から2年間、日本ゴルフツアー機構（JGTO）の選手会長を務めていた。
2006年シーズンでは、選手会長職の激務からか成績は芳しくなく、2007年シーズンの賞金シード権を失った。シード落ち時期に選手会長を務めたのは鷹巣南雄以来、2人目。2007年は下部ツアー（チャレンジツアー）で賞金ランキング4位に入り、2008年シーズン前半のシード権を手にしている。
そして、2008年シーズンは賞金ランキング55位（獲得賞金1924万4687円）で終え、翌シーズンのシード権返り咲きに成功した。
2009年8月22日、レッスンDVD「横田真一　ゴルフの理　達人への道」が発売。
2010年10月10日、キヤノンオープンで優勝13年19日ぶりツアー2勝目を達成した。
2013年2月15日、順天堂大学医学部大学院に合格したと妻が明かした。

## 主な優勝
- 1996年 - ハワイパールオープン
- 1997年 - 全日空オープン
- 2002年 - 岐阜オープンクラシック（後援競技）
- 2007年 - エバーライフカップチャレンジ（後援競技）
- 2007年 - 望月東急 JGTOチャレンジ（後援競技）
- 2010年 - キヤノンオープン

## CM
- エバーライフ 皇潤

## テレビ
- オールスター感謝祭、関口宏の東京フレンドパークⅡ（TBS系）

## 著書
- アマチュアは“てきとーゴルフ”が一番いい! （実業之日本社、2009年）
- 横田真一 連続写真で見る見る上達 （学習研究社、2004年）
- アプローチ開眼でスコア革命―横田真一全テクニック公開! （学研、2004年）
- ヨコシンの自己感覚ゴルフ―理論を信じず、己を信じよ!  （PHP研究所、2002年）